# Raymond Chow
Raymond Chow Man-wai (Hong Kong, 8 de octubre de 1927-Hong Kong, 2 de noviembre de 2018) fue un productor de cine y presentador hongkonés. Fue responsable de lanzar con éxito las artes marciales y el cine de Hong Kong en el escenario internacional. Como el fundador de la Golden Harvest, produjo a algunas de las estrellas más grandes del género de la película de las artes marciales, incluyendo a Bruce Lee, Jackie Chan y Tsui Hark.

## Primeros años
Chow, de etnia han hakka, asistió a la Universidad de Saint John, Shanghái, y se graduó con un B.A en periodismo en 1949. En 1951 se unió a la oficina de Voice of America en Hong Kong. También estudió artes marciales bajo el maestro Lam Sai-wing.

## Carrera en el cine
Chow fue el jefe de publicidad y el jefe de producción de Shaw Brothers entre 1958 y 1970. Arrendó en los estudios de Cathay y contrató su cadena de exposiciones de 104 salas de cine en el sudeste asiático. En aquel momento Cathay era una fuerza predominante en la industria cinematográfica de Malasia.
Cuando Cathay quiso terminar con la asociación de la compañía en Hong Kong, Chow dejó a Shaw Brothers para establecer Golden Harvest en 1970. Aprovechó que Shaw Brothers tenía un sistema que limitaba la creatividad, y fue capaz de atraer a Bruce Lee a la Golden Harvest, por lo que pasó a ser un competidor serio para Shaw Brothers. Bajo el liderazgo de Chow, Golden Harvest se convertiría en la piedra angular del cine de Hong Kong, liderando las ventas de taquillas durante dos décadas, de los años setenta a los ochenta.
En 1972 funda junto a Bruce Lee la compañía Concord Production Inc. una productora de Hong Kong. Bruce Lee estaba a cargo de las decisiones creativas y Raymond Chow se hizo cargo de la administración, ambos al 50%. Las acciones de Bruce Lee fueron vendidos por su esposa Linda a Raymond Chow en 1976.
Mientras que se le atribuye la producción de muchas películas, en el comentario de audio para la liberación en Reino Unido de Zu Warriors from the Magic Mountain, Tsui Hark, en conversación con Bey Logan, que hizo la pregunta elemental sobre el papel de Chow como productor de películas, explicó que este crédito es en su mayoría sin sentido. Tsui declaró que el papel de cualquier productor en el estudio a menudo no era más que dar luz verde y asegurar el financiamiento del proyecto, y que los productores como Chow rara vez o nunca ponían los pies en el lugar del rodaje durante la realización de la película. 
Después de la transferencia de soberanía de Hong Kong en 1997, las películas fueron cada vez más frágiles; simultáneamente, se dio la crisis financiera de Asia, la muerte de un asistente de la empresa, y algunas deudas que contrajo. 
Raymond Chow anunció oficialmente su retiro en Hong Kong el 5 de noviembre de 2007. Asimismo, vendió la totalidad de las acciones de Golden Harvest al empresario continental Wu Kebo, ya que su hija no quería hacerse cargo de la empresa familiar. Dos años más tarde, la empresa cambió oficialmente su nombre a Orange Sky Golden Harvest.